# ناحیه سکا
سکا (به انگلیسی=seka)(به تایلندی=เซกา)یک منطقه مسکونی در استان بوئنگ کام تایلند است که جمعیت آن۰۱۷'۸۶تخمین زده میشود.